# 주디 웨스트
주디 웨스트(Judi West, 1942년 12월 15일 ~ )는 미국의 배우, 텔레비전 배우, 영화배우이다.
초기에는 뮤지컬 A Family Affair(1962년)와 She Loves Me(1963~1964년)를 통해 브로드웨이 무대에 섰다. 배우 존 루빈스타인의 아내이자 마이클 웨스턴의 어머니이기도 하다.

## 영화
- 사랑의 유람선 (1977년)
- 포춘 쿠키 (1966년) - 샌디 힝클 역